# 15604 Fruits
15604 Fruits eller 2000 GT108 är en asteroid i huvudbältet som upptäcktes den 7 april 2000 av LINEAR i Socorro County, New Mexico. Den är uppkallad efter Benjamin R. Fruits.
Asteroiden har en diameter på ungefär 3 kilometer.